# Bombe à puissance variable

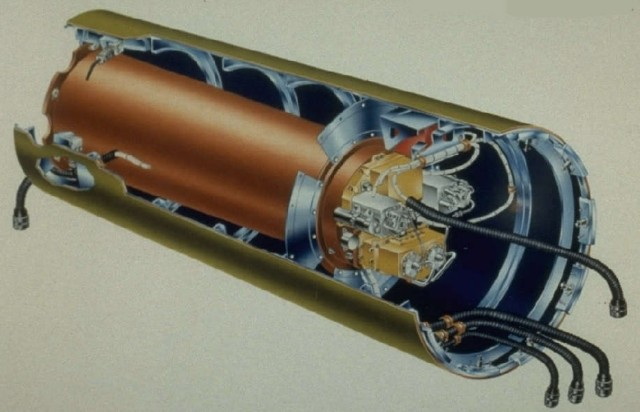
W85, arme nucléaire américaine

La puissance variable ou ajustable est une option disponible sur la plupart des armes nucléaires modernes. Il permet à l'opérateur de spécifier la puissance d'une arme, permettant à une conception unique d'être utilisée dans différentes situations. Par exemple, la bombe B61 Mod-10 a plusieurs niveaux de puissance possible, 0,3, 5, 10 ou 80 kt, selon le réglage fait par l'équipe au sol lors du chargement dans l'avion.

## Histoire
La technologie de la puissance variable existe depuis au moins le début des années 1960. La liste des armes à puissance variable comprennent entre autres les ogives américaines B61, B83, W80, W85 et  la britannique WE177A.

## Description
La plupart des armes thermonucléaires modernes sont basées sur la conception de Teller-Ulam, avec une étape primaire de fission et un étage secondaire de fusion (ou de fission) qui est initié par l'énergie du primaire. Ceci offre au moins trois méthodes pour faire varier le rendement :
- en amplifiant la réaction, en utilisant de petites quantités de deutérium / tritium gazeux à l'intérieur de la bombe à fission primaire et augmentant ainsi sa puissance.

- en faisant varier le moment ou l'utilisation d'initiateurs externe de neutrons (IEN)[1]. Ce sont des accélérateurs de petites particules qui provoquent une brève réaction de fusion en accélérant du deutérium sur une cible de tritium, produisant une courte bouffée de neutrons. Un timing précis de l'impulsion IEN lorsque l'étage primaire implose peut considérablement affecter la puissance. Le taux d'injection de neutrons peut aussi être ajusté.

- en arrêtant l'étage secondaire thermonucléaire, soit en limitant la puissance de l'étage primaire pour qu'il ne compresse pas suffisamment le secondaire pour que la fusion ne démarre pas, soit en bloquant brièvement le cheminement de l'énergie issue du primaire à l'intérieur de l'ogive en utilisant des volets ou un mécanisme similaire. Si l'énergie du primaire commence à se disperser, avant d'être focalisée sur le secondaire, le secondaire peut ne jamais exploser.

Toutes les ogives nucléaires britanniques actuelles intègrent la technologie de la puissance variable.